# Mösjön (Regna socken, Östergötland)
Mösjön är en sjö i Finspångs kommun i Östergötland och ingår i Motala ströms huvudavrinningsområde.